# デ・ジ・キャラット ファンタジー
『デ・ジ・キャラット ファンタジー』は、ブロッコリーから2001年2月22日にパソコンゲームとして2万本限定で発売されたアドベンチャーゲーム。2001年9月6日にドリームキャスト版、2003年11月20日にPlayStation 2で『デ・ジ・キャラット ファンタジー エクセレント』が発売された。なお、PlayStation 2版のみ、ブラックゲマゲマ団が登場するシナリオが追加されている。

## 概要
他の『デ・ジ・キャラット』関連作品と異なり、デ・ジ・キャラットの性格がおとなしい物となっているが、これはオープニングで彼女が記憶を失ってしまうためである。ただし、おまけの黒リボンルートでは、猫をかぶっただけのでじこ（他ルートに比べて表面上の口調はほぼ変わらないが、心の声も見られる）を連れることとなる。
本来『デ・ジ・キャラット』のマルチメディア展開における先鋒的な役割を担う予定だったが、諸事情により発売が遅れた。なお、2001年10月25日及び12月25日には、同名小説で菜の花こねこによる小説版が富士見ファンタジア文庫より上・下巻で発売された。ゲーム版との顕著な相違点は、主人公（少年）、雛菊の父、グレッグは登場せず、主人公の代わりは全てうさだが担っている。

## ストーリー
いつものようにゲーマーズでうさだとケンカをする毎日を送っていたでじこ。いつものように必殺技"目からビーム"を放ったところ、突然次元の扉が開き、周囲にいた者達（でじこ、ぷちこ、うさだ、ゲマ、主人公）は異世界に吸い込まれる。主人公が目を覚ますと近くにでじこが倒れていたが、周囲に散らばっていた彼女の持ち物にはネコ耳帽子だけがなく、しかも彼女は記憶を失っていた。
本作は、「エターティア」と呼ばれる、地球とは異なる世界（惑星）を舞台にしている。本作の他、以下の3作品でも物語の舞台となっており、シェアード・ワールドとして世界観を共有している。本作ではエターティアの中の、中世ヨーロッパ的な世界を舞台にしている。
- みにふぇあ
- プリンセスコンチェルト
- CROSS WORLD 見知らぬ空のエターティア

本作とクロスワールドは、地球人の主人公がクロスゲートと呼ばれる、地球とエターティアを結ぶ空間の歪みに落ちてエターティアに迷いこむ、という物語になっている。プリンセスコンチェルトやみにふぇあはエターティアだけが舞台の物語であり、登場人物もエターティア人だけである。なお、小説版は暗にではあるが、冒頭で他のブロッコリー作品（ギャラクシーエンジェル、アクエリアンエイジ）が平行世界として取り上げられている。

## 評価
この作品の最も優れている点は、でじこのアイデンティティーの消失（記憶喪失）及び従来のアイデンティティーの拒絶（ねこグッズを恥ずかしがる）からなる周囲（主人公、うさだ、ぷちこ、ゲマ）のアイデンティティーの揺らぎをプレイヤーまたは読者が共有し、自身のアイデンティティーを揺らがせる事である。アニメ：デ・ジ・キャラット（ワンダフル版）では、でじこが病気を患い、おしとやかで礼儀正しいといった性格に変貌する話があるが、デ・ジ・キャラット ファンタジーにおけるでじこのそれは著しいものである。でじこ(通常)は全く「～にょ」と言わず、純粋無垢で臆病かつ心配性な10歳の無力な少女に変貌する。もちろん「目からビーム」は一切使わない。従来のでじこを知る者は幼気な少女と化してしまったでじこを快く思う反面、これはいつもの「でじこ」ではないと寂しさと不安を募らせていく。小説版では、我が身を省みずにでじこの記憶回復のため懸命に走りまわるうさだ、そのうさだを快く思い深く信頼するでじことのやりとりは素晴らしいものである。
小説版では少年（プレイヤー）の代わりをうさだが担っているが、作中のうさだは読者の化身ではなく、読者は単にうさだ目線で物事を見ているに過ぎない。しかし、読者はうさだと疑似的にシンクロし、あたかも当事者としてその場に存在するように錯覚する。このとき、従来の「でじこ」に対するイメージのかい離が与える衝撃を、うさだ自身のアイデンティティーの揺らぎから伝播させ、読者自身のアイデンティティーを揺らがせる。しかしながら、上記で述べたようにうさだは読者の化身ではない。作中至る所でうさだ自身の内面が語られ、そのとき読者はうさだ目線から解放され、「読者」として第三者目線で物事を客観的に判断する。読者が「読者」として回帰するとき、読者自身のアイデンティティーは安定化するが再び疑似的にシンクロするとアイデンティティーが揺らぐ。読者はこのアイデンティティーの揺らぎと安定化のサイクルに陶酔してしまうが、そもそもデ・ジ・キャラットを深く知らなければ疑似的シンクロは起こり得ない現象である。

## 本作オリジナルの登場人物
雛菊（ひなぎく）
声：小暮英麻
14歳。村の神社で神主である父と暮らす、巫女の少女。8年前に邪神との戦いで母を亡くし、自分に自信が持てないでいるが、それでも母に憧れ、近づくためにも日々父からの厳しい修行に堪えている。この世界に迷い込んだ主人公とでじこを世話している。
カレラ
声：津村まこと
19歳。錬金術師の女性。科学者である父、グレッグに憧れ尊敬するも、素直になりきれず、錬金術への道を歩んだ。しかし父親同様マッドサイエンティストの気があり、世界征服という妄想にとりつかれてしまっている。主人公のことは「下僕一号」と呼んでいる。何故か右手に鉤爪を付けている。小説版ではゲマが下僕になっている。
ウェンディ
声：浅井清己
15歳。森に住むシーフの少女。幼い頃に森に捨てられるが、拾われた後男の子の中で育てられたため、「ボク」など男言葉で話す。捨てられたという過去がありながら、持ち前の明るさと活発さで積極的に行動する一方、思う人のために料理を作ったりするなど少女らしい面も持つ。セシルとは大の仲良し。
カイン
声：石田彰
19歳。グラッセ家の嫡男であり、騎士見習いでセシルの兄。グラッセ家に代々伝わる「護神の剣」を持ち、剣に関しては一流の腕前を持つ。堅苦しいのを嫌い、誰とでもフランクにつきあい、またフェミニストでもある。うさだに一目惚れし、以後うさだの大ファンになる。セシルのことを溺愛しており、日々ふらふらとどこかへ出かけてゆくセシルを追いかけている。
セシル
声：中島沙樹
15歳。グラッセ家のお嬢様で、カインの妹。頭はいいのだが、どこか抜けたところがあり、そうした点が周囲をなごませる。昔のトラウマから猫が大の苦手で、猫耳帽子をかぶったぷちこを極端に恐れるほど。強力な力を持っているが、普段はそれを抑えている。ウェンディとは大の仲良し。
ルーン
声：小島幸子
13歳。有翼族の双子の兄。弟のルナとともに孤児院を抜け出し、以来二人で暮らしている。手先が器用で、それを生かしてアクセサリーを作り、それを売って生計を立てている。ルナの事を大切にしており、世話好き。空が飛べるほか、風や炎を操ることができる。
ルナ
声：増田ゆき
13歳。ルーンの双子の弟。体が弱く、大人しく優しい性格。ルーンとは違い空を飛ぶことができず、その点がコンプレックスとなっている。手をかざすことによってけがを治すことができる治癒能力を持っている。ルーンと比べて何もできない自分を歯がゆく思い、日々自分なりにできることを模索し頑張っている。
エリカ
声：沢海陽子
22歳。数年前に村に配属されてきた保安官の女性。特技は投げ縄。面倒見が良く、村人からは慕われている。ウワバミかつ辛党であり、作る食べ物は全て劇辛料理。十数年前、自らの発言が発端となった事件を今でも気に病み、また家族を残して村を出て行った姉を許せていないなど、辛い過去に縛られている。
鈴（りん）
声：岡村明美
14歳。邪神のほこらのある森に住む、角の生えた少女。「封印の一族」の末裔であり、たった一人で邪神を封印する時を待つ。しかし、その生えている角のせいで村人は彼女のことを邪神の使いと見なし、恐れるようになった。物静かで、遠くから村を見守り続けている。
雛菊の父
声：納谷六朗
本名は不明。
グレッグ
声：秋元羊介
カレラの父。科学者であるにもかかわらず、数学が苦手。
邪神
声：水間真紀/楠見尚己
黒幕。人間の姿の時は鈴に似た格好の少年。正体はいかにも邪神らしく、悪魔の姿。
なお、一部のキャラクターについては、ゲーマーズ・ガーディアン・フェアリーズにも設定を変えて登場している。

## サウンドトラック
PC版およびDC版における限定版には、サウンドトラックCDが特典としてつけられていたが、PC版がゲームに使用されたオリジナルの楽曲であるのに対し、DC版はアレンジが施されたものと、それぞれ相違がある。PC版、DC版共にアレンジとなり、原曲と異なる。原曲はPlayDiskの２トラック目からCD再生可能

## 主題歌
オープニングテーマ「Welcome!2000」
作詞 - コゲどんぼ / 作曲・編曲 - 坂本裕介 / 歌 - かとうひろこ、真田アサミ
エンディングテーマ1「RING☆RING☆RING ファンタジーVer.」
作詞 - 森ユキ / 作曲 - 坂本裕介 / 歌 - 真田アサミ
エンディングテーマ2「PARTY☆NIGHT」
作詞 - 森ユキ / 作曲・編曲 - 坂本裕介 / 歌 - D.U.P.

## スタッフ
- 原作・キャラクターデザイン・原画：コゲどんぼ
- シナリオ監修：あかほりさとる
- オープニングアニメーション：マッドハウス
- 音楽：土山茂三、上松範康